# Episodi di Fear the Walking Dead (prima stagione)
La prima stagione della serie televisiva Fear the Walking Dead, composta da sei episodi, è stata trasmessa in prima visione negli Stati Uniti d'America dall'emittente AMC dal 23 agosto al 4 ottobre 2015.
In Italia, la stagione è andata in onda in chiaro sul canale Paramount Channel che ha trasmesso in anteprima il solo episodio pilota il 27 febbraio 2016 per proseguire dal 17 marzo al 14 aprile 2016 anche in contemporanea sul canale MTV, canale a pagamento della piattaforma Sky Italia.
| nº | Titolo originale     | Titolo italiano      | Prima TV USA      | Prima TV Italia  |
| -- | -------------------- | -------------------- | ----------------- | ---------------- |
| 1  | Pilot                | Stato confusionale   | 23 agosto 2015    | 27 febbraio 2016 |
| 2  | So Close, Yet So Far | Scelte difficili     | 30 agosto 2015    | 17 marzo 2016    |
| 3  | The Dog              | Coprifuoco           | 13 settembre 2015 | 24 marzo 2016    |
| 4  | Not Fade Away        | Bisogno di normalità | 20 settembre 2015 | 31 marzo 2016    |
| 5  | Cobalt               | Codice Cobalt        | 27 settembre 2015 | 7 aprile 2016    |
| 6  | The Good Man         | Stanno arrivando     | 4 ottobre 2015    | 14 aprile 2016   |

## Stato confusionale
- Titolo originale: Pilot
- Diretto da: Adam Davidson
- Scritto da: Robert Kirkman e Dave Erickson

### Trama
Nick Clark, un ragazzo tossicodipendente, si sveglia in una chiesa abbandonata frequentata da altri come lui e cerca la sua compagna che, tra rumori strani e cadaveri, ritrova intenta a sbranare un cadavere e interessata a mangiare anche lui. Nick fugge dalla chiesa, ma viene investito da un'auto e trasportato in ospedale. Madison Clark, madre di Nick e counselour della Paul R. Williams High School, viene avvisata dell'accaduto mentre requisisce allo studente Tobias un coltello con il quale il ragazzo vorrebbe difendersi da fantomatici mostri. Madison e il compagno Travis Manawa, altro insegnante della scuola, si recano in ospedale dove Nick, per paura di non essere creduto riguardo al motivo della sua fuga dalla chiesa, non rivela quanto realmente accaduto. Nick rivela in seguito al patrigno quanto successo ed egli si reca nella chiesa, ma trova solo evidenti tracce di sangue. Il giorno successivo Nick fugge dall'ospedale e rintraccia il suo spacciatore Calvin, un amico di famiglia, il quale era stato appena contattato dai genitori di Nick. Temendo di essere scoperto Calvin conduce in macchina Nick in una zona desolata con lo scopo di ucciderlo, ma ne nasce una colluttazione in cui è Nick a uccidere lo spacciatore. Nick decide a quel punto di contattare Travis e Madison, che lo raggiungono sul posto, ma il cadavere sembra scomparso. Calvin si avvicina poco dopo con lo sguardo vacuo e zoppicante aggredendo Madison, ma Nick lo investe con il pick-up di Travis. I tre che osservano quindi il corpo di Calvin, che ancora muove la testa ed emette versi.
- Guest star: Maestro Harrell (Matt Sale), Scott Lawrence (Preside Art Costa), Keith Powers (Calvin), Lincoln A. Castellanos (Tobias), Lynn Chen (Infermiera), Leon Thomas III (Russell).
- Altri interpreti: B.J. Clinkscales (Agente Henderson), Lexi Johnson (Gloria).
- Ascolti USA: telespettatori 10.130.000 – rating 18-49 anni 4,9%[1]

## Scelte difficili
- Titolo originale: So Close, Yet So Far
- Diretto da: Adam Davidson
- Scritto da: Marco Ramirez

### Trama
Travis, Madison e Nick recuperano la sorella di Nick, Alicia, intenta ad accudire il proprio fidanzato a casa sua, febbricitante per il morso di uno di questi esseri. Una volta tornato a casa Travis decide di andare a recuperare la sua ex moglie Liza e il figlio Chris, mentre Madison va in cerca di medicine per il figlio che è sul punto di una crisi di astinenza. Intanto in tutta Los Angeles le persone "ammalate" vengono uccise dai poliziotti mentre la popolazione, all'oscuro di quanto stia accadendo, interpreta il gesto come un sopruso e inizia a protestare. Travis raggiunge Liza e i due vanno a recuperare Chris, che nel frattempo si è unito a una manifestazione contro le forze dell'ordine. Ben presto la protesta sfocia nella violenza e Travis, Liza e Chris trovano rifugio della famiglia Salazar, che si stava barricando dentro il proprio negozio. Intanto Madison recupera alcuni farmaci alla scuola e lì incontra Tobias, il quale le chiede indietro il suo coltello e con il quale va a procurarsi un po' di cibo in scatola alla mensa della scuola. Entrambi capiscono infatti la gravità di quanto sta accadendo. Mentre cercano l'uscita incontrano il preside della scuola trasformato in morto vivente e sono costretti a eliminarlo. Dopo avere accompagnato Tobias a casa sua Madison torna a casa, dove decide con i propri figli di attendere Travis. Durante la sera Madison, Alicia e Nick assistono impotenti all'aggressione da parte di uno zombie alla loro dirimpettaia di casa, alla quale Madison aveva tentato di spiegare la gravità di ciò che lei stessa aveva visto in un paio di giorni, ma che le radio e i telegiornali ancora sottovalutavano.
- Guest star: Patricia Reyes Spíndola (Griselda Salazar), Maestro Harrell (Matt Sale), Scott Lawrence (Preside Art Costa), Lincoln A. Castellanos (Tobias).
- Altri interpreti: Noah Beggs (Peter Dawson), Andrea Savo (Joanna Cruz).
- Ascolti USA: telespettatori 8.184.000 – rating 18-49 anni 4,1%[2]

## Coprifuoco
- Titolo originale: The Dog
- Diretto da: Adam Davidson
- Scritto da: Jack LoGiudice

### Trama
Il negozio dei Salazar deve essere evacuato: nella fuga la signora Salazar, Griselda, si ferisce gravemente a una caviglia. Il gruppo riesce comunque a raggiungere il pick-up di Travis e a fuggire dalla folla, che intanto viene caricata dalla polizia. Si recano all'ospedale, ma all'ingresso la polizia li fa allontanare. Quando arrivano a casa di Madison devono affrontare un vagante, che viene ucciso da Daniel Salazar con un fucile recuperato da Nick nella casa vicina. Si accorgono che quel vagante era il vicino Peter e che anche la vicina Susan si è trasformata in una vagante. Ormai tutti si rendono conto di quanto stia accadendo e Alicia si dispera al pensiero di cosa sia successo a Matt, il suo ragazzo. La mattina seguente le famiglie di Madison e Travis si preparano a partire verso il deserto, mentre i Salazar decidono di attendere il cugino di Daniel in casa, tuttavia giunge la Guardia Nazionale che prende il controllo della situazione, elimina i vaganti e porta via le persone sospettate di essere state contagiate.
- Guest star: Patricia Reyes Spíndola (Griselda Salazar).
- Altri interpreti: Noah Beggs (Peter Dawson), Cici Lau (Susan Tran), Jim Lau (Patrick Tran).
- Ascolti USA: telespettatori 7.185.000 – rating 18-49 anni 3,6%[3]

## Bisogno di normalità
- Titolo originale: Not Fade Away
- Diretto da: Kari Skogland
- Scritto da: Meaghan Oppenheimer

### Trama
Sono passati alcuni giorni e il quartiere viene trasformato in un rifugio militare provvisto di recinzione, fuori dal quale nessuno può andare e al cui interno vige il coprifuoco notturno. Chris scorge quelli che sembrano segnali luminosi da una costruzione fuori dalla zona recintata e lo riferisce al padre, ma Travis, fiducioso verso i militari, ritiene che non sia possibile e attribuisce tutto alla fantasia del ragazzo. Quest'ultimo lo racconta allora a Madison che, dopo avere verificato la presenza delle luci sulla collina, decide di uscire dalla recinzione e vi trova cadaveri di persone anche non infette, per cui inizia a sospettare che i militari stiano nascondendo qualcosa. Intanto Liza si prende cura dei malati spacciandosi per infermiera, benché sia solo una studentessa, finché non arriva una dottoressa inviata dal governo che le chiede tuttavia di continuare a fingere pur di avere un aiuto. Liza le mostra le condizioni di alcuni pazienti, tra i quali la signora Salazar, che ha bisogno di essere operata al piede, e Nick che, pur professandosi disintossicato dalle droghe, ruba dosi di morfina ai malati del vicinato. Travis riferisce al tenente Moyers, comandante dei militari, dei segnali luminosi, ma l'ufficiale liquida la questione come egli aveva fatto con il figlio. Al momento del trasferimento di Griselda Salazar nella struttura medica per essere operata i militari portano via anche Nick contro la sua volontà. La dottoressa invita Liza a seguirla ed ella, seppure titubante, decide di salire sul convoglio. Travis, salito sul tetto per vedere se riesce anche lui ad avvistare le luci, assiste all'esplosione di colpi di arma da fuoco nella costruzione che aveva indicato Chris.
- Guest star: Patricia Reyes Spíndola (Griselda Salazar), Shawn Hatosy (Caporale Andrew Adams), Sandrine Holt (dott.ssa Bethany Exner), Jamie McShane (Tenente Moyers).
- Altri interpreti: Jared Abrahamson (Caporale Cole), Alison Araya (Maria Thompson), Shane Dean (Soldato Richards), Luis Javier (Hector Ramirez), Bobby Naderi (Sgt. Castro), Phoenix O'Reilly (Seconda figlia dei Thompson), John Stewart (Doug Thompson), Claire Torrance (Prima figlia dei Thompson), Gabriela Zimmerman (Cynthia Ramirez).
- Ascolti USA: telespettatori 6.620.000 – rating 18-49 anni 3,3%[4]

## Codice Cobalt
- Titolo originale: Cobalt
- Diretto da: Kari Skogland
- Scritto da: David Wiener

### Trama
Daniel Salazar, con l'aiuto della figlia Ofelia, cattura uno dei soldati per usarlo come scambio per riavere indietro la moglie. In realtà, all'oscuro della figlia, lo tortura per ottenere informazioni così come era abituato a fare nel suo Paese di origine, El Salvador. Intanto Travis va dai militari e fa capire loro che se le cose continueranno così la popolazione si ribellerà; il tenente Moyers acconsente quindi ad accompagnarlo all'ospedale dove sono stati portati gli altri, ma durante il viaggio si fermano ad aiutare un'altra squadra in difficoltà. Moyers rimane disperso e i soldati rimanenti riportano Travis a casa. Nel frattempo Nick viene aiutato dal suo compagno di cella, che impedisce che lo portino di nuovo via, e gli confida che lo ha fatto perché ha bisogno del suo aiuto per evadere. Liza intanto è impegnata a curare i malati e assiste alla morte della signora Salazar, imparando che chiunque muoia si trasforma e deve pertanto essere colpito in testa prima che accada. Daniel nel frattempo apprende che l'indomani sera scatterà l'operazione Cobalt: i militari evacueranno Los Angeles sopprimendo i cittadini. Travis e Ofelia, seppure inorriditi dalla tortura, vengono a conoscenza della notizie insieme a Madison. Nella notte Daniel si reca allo stadio constatando, come descrittogli dal militare torturato, che vi sono richiusi migliaia di vaganti.
- Guest star: Colman Domingo (Victor Strand), Patricia Reyes Spíndola (Griselda Salazar), Shawn Hatosy (Caporale Andrew Adams), Sandrine Holt (dott.ssa Bethany Exner), Jamie McShane (Tenente Moyers).
- Altri interpreti: Jared Abrahamson (Caporale Cole), Shane Dean (Soldato Richards), Khaira Ledeyo (Infermiera Hodges), Toby Levins (Sgt. Melvin Allen), Bobby Naderi (Sgt. Castro), John Stewart (Doug Thompson).
- Ascolti USA: telespettatori 6.655.000 – rating 18-49 anni 3,4%[5]

## Stanno arrivando
- Titolo originale: The Good Man
- Diretto da: Stefan Schwartz
- Scritto da: Robert Kirkman e Dave Erickson

### Trama
Travis e gli altri, guidati dalle informazioni ricevute dal soldato Adams, si mobilitano per andare a salvare Liza, Griselda e Nick all'ospedale. Il soldato convince Travis a lasciarlo andare perché Daniel intende probabilmente ucciderlo una volta che non sarà più utile. Daniel attira la mandria di zombie dello stadio all'ospedale e crea un diversivo per infiltrarsi. Il gruppo riesce infine a ricongiungersi con Nick e il suo nuovo amico, Strand. Anche Liza, decisa a non partire con i soldati per andare a salvare Nick, ritrova il gruppo e li conduce dalla dottoressa Exner, che nel frattempo ha sottoposto i pazienti ormai abbandonati dai soccorsi all'eutanasia prima che si trasformino. La dottoressa indica loro una via di fuga, ma ha perso la voglia di vivere e non intende fuggire. Quando tornano alle macchine Adams li raggiunge per vendicarsi di Daniel, ma colpisce Ofelia a un braccio. Travis, furioso, lo picchia violentemente lasciandolo esanime al suolo. Strand conduce il gruppo alla sua casa sulla costa, dove rivela a Nick che intende raggiungere uno yacht poco al largo. Liza intanto rivela a Madison di essere stata morsa durante la fuga, chiedendole di ucciderla. Travis sopraggiunge e, di fronte all'evidenza, è costretto a uccidere la ex moglie, precipitando nello sconforto.
- Guest star: Colman Domingo (Victor Strand), Shawn Hatosy (Caporale Andrew Adams), Sandrine Holt (dott.ssa Bethany Exner).
- Altri interpreti: Emy Aneke (Caporale Johnson), Artine Brown (Privato Jones), Khaira Ledeyo (Infermiera Hodges), Toby Levins (Sgt. Melvin Allen).
- Ascolti USA: telespettatori 6.861.000 – rating 18-49 anni 3,4%[6]